# Texas Jack Omohundro
John Baker Omohundro  (26 de julho de 1846 Palmyra, Virgínia — 28 de junho de 1880 (33 anos) Leadville, Colorado), também conhecido como "Texas Jack", era um caçador, ator, cowboy e batedor da fronteira americana. Nascido na zona rural da Virgínia, ele serviu na Confederação durante a Guerra Civil Americana e, mais tarde, como batedor civil para o Exército dos EUA durante as Guerras Indígenas. 
Antes de sua morte prematura, Texas Jack se tornou uma figura lendária no Velho Oeste americano como um showman do gênero "Western" apresentando dramas nos palcos em todo o país, e foi imortalizado em romances baratos publicados em todo o mundo.

## Vida pregressa
Omohundro nasceu em Palmyra na fazenda Pleasure Hill em Fluvanna County, Virginia, em 26 de julho de 1846, filho de John Burwell e Catherine Baker Omohundro de ascendência anglo-americana. Ele frequentou a escola primária em Fluvanna e desde cedo mostrou uma grande habilidade na caça e pesca.
No início da Guerra Civil Americana, Omohundro tentou se juntar a seu irmão mais velho, Orville, no Exército Confederado. Ele foi recusado duas vezes por sua idade, mas foi autorizado a servir como mensageiro no quartel-general da Milícia da Virgínia sob o comando do general John B. Floyd. Por causa de sua juventude e conhecimento do campo, ele ficou conhecido como o "Boy Scout of the Confederacy" (algo como "Garoto Batedor da Confederação"). Em fevereiro de 1864, aos 17 anos, alistou-se com sucesso como soldado raso na Companhia G da 5ª Cavalaria da Virgínia, parte do Exército da Virgínia do Norte, e logo estava servindo diretamente sob comando do General J. E. B. Stuart como mensageiro e batedor. Na Batalha de Yellow Tavern, ele entregou um relatório de reconhecimento a Stuart minutos antes de o general ser morto em batalha. Durante a Batalha de Trevilian Station, Omohundro foi ferido e internado no Hospital Geral dos Estados Confederados em Charlottesville em 20 de junho de 1864. Depois de se recuperar dos ferimentos, e uma breve saída de casa, ele voltou para sua companhia e fez reconhecimento sob o comando do General Lunsford L. Lomax. Após a Terceira Batalha de Winchester, a 5ª Cavalaria da Virgínia foi consolidada com a 15ª Cavalaria da Virgínia, onde Omohundro explorou o General Fitzhugh Lee durante os últimos meses da guerra.

## Carreira de cowboy, caçador e batedor
Após a Guerra Civil, Omohundro deixou a Virgínia aos 19 anos e foi para a Flórida. Após um curto período de tempo, mudou-se para o Texas, chegando ao Taylor Ranch, perto de Brazos, onde começou a trabalhar como cowboy participando de campanhas de gado, notadamente na "Chisholm Trail". Depois de uma passagem pelo Arkansas até um Tennessee pobre em carne, ele recebeu o apelido de "Texas Jack" pelos habitantes locais. Em outra viagem, Omohundro encontrou um menino de cinco anos que ficou órfão depois que um ataque de um nativo americano matou sua família. Ele levou o menino para um local seguro em Fort Worth, e o menino mais tarde adotou o nome de Texas Jack Jr. em homenagem, passando a comandar o Texas Jack's Wild West Show and Circus em 1903 na África do Sul.
Em 1869, Texas Jack mudou-se para Fort Hays, Kansas, onde conheceu California Joe Milner e Wild Bill Hickok, este último sendo o xerife do condado de Ellis na época. Mais tarde naquele ano, Jack conheceu e tornou-se amigo de William F. "Buffalo Bill" Cody, que estava trabalhando com a 5ª Cavalaria dos EUA em Fort McPherson, e Jack foi contratado como batedor e guia de trilhas durante as Guerras Indígenas. Uma permissão especial teve que ser obtida porque o governo dos EUA geralmente não permitia o emprego de soldados ex-confederados. Durante a Batalha de Summit Springs, Texas Jack capturou seu conhecido cavalo branco do chefe índio Tall Bull. Texas Jack mudou-se para Cottonwood Springs, Nebraska, onde, além de seu trabalho como batedor do governo, ele ganhava uma vida lucrativa liderando expedições de caça para grupos americanos e estrangeiros, que eram populares na época. Notavelmente, Texas Jack, junto com Cody, liderou a caçada real altamente divulgada de 1872 com o grão-duque Alexei da Rússia e várias figuras militares americanas, incluindo o General Philip Sheridan, o General George Armstrong Custer e o Coronel James W. Forsyth. Mais tarde, em 1874, Texas Jack guiou o conde de Dunraven através de Yellowstone e Geyserland. Em 1876, Texas Jack liderou Sir John Rea Reid e seu grupo em uma caçada ao redor das montanhas de Bighorn e da região de Sweetwater.

## Como ator

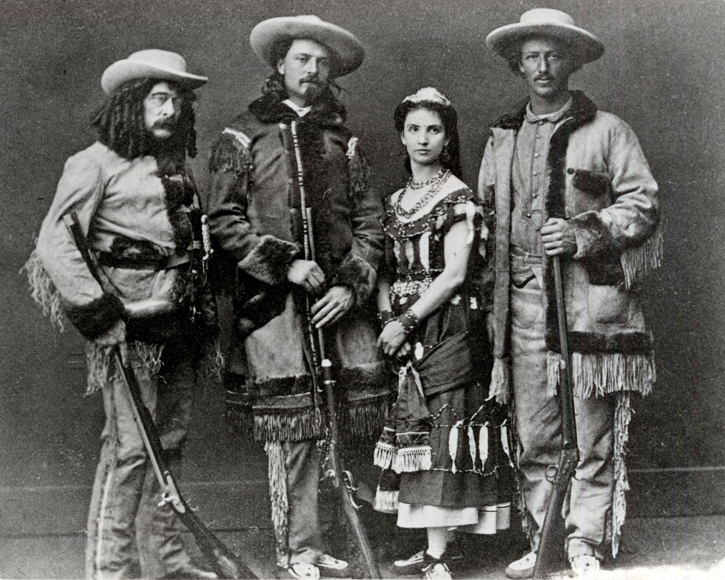
A partir da esquerda: Ned Buntline, Buffalo Bill Cody, Giuseppina Morlacchi e Texas Jack Omohundro.

Em dezembro de 1872, Omohundro e Cody estreou em seu primeiro "Wild West Show", "Scouts of the Prairie", em Chicago, escrito e produzido por Ned Buntline. O desempenho de Texas Jack foi bem recebido pela crítica e apresentou o primeiro ato de corda realizado no palco americano.
O show foi estrelado por Giuseppina Morlacchi, uma dançarina e atriz de Milão, Itália, que se apresentava no circuito de teatro com sua Trupe de Balé Morlacchi quando foi convidada a se juntar ao grupo da peça "Scouts of the Prairie".
Texas Jack e Giuseppina se apaixonaram e se casaram em 31 de agosto de 1873, na Igreja Católica de St. Mary em Rochester, Nova York.
Em 1873, Buntline saiu e Wild Bill Hickok juntou-se ao grupo para ser o astro em uma nova peça chamada "Scouts of the Plains". Hickok não gostava de atuar, muitas vezes se escondendo atrás do cenário, e em um show, ele disparou nos holofotes quando focalizou nele. Ele foi "liberado" do grupo após alguns meses.
Desejando uma agenda de turnê mais leve, Texas Jack se separou de Cody e, em 1877, formou sua própria trupe de atuação em St. Louis, conhecida como "Texas Jack Combination", apresentando Morlacchi, Arizona John Burke, o batedor da Guerra Modoc Donald McKay, trick-shot Maud Oswald e vários índios Sweetwater e Warm Spring. Em maio daquele ano, ele estreou "Texas Jack em Black Hills", escrito por Harry Seymour, recebendo ótimas críticas. Outras peças da "Combination" incluem "The Trappers Daughter", "Life on the Border" e "The French Spy".

## Dime novels

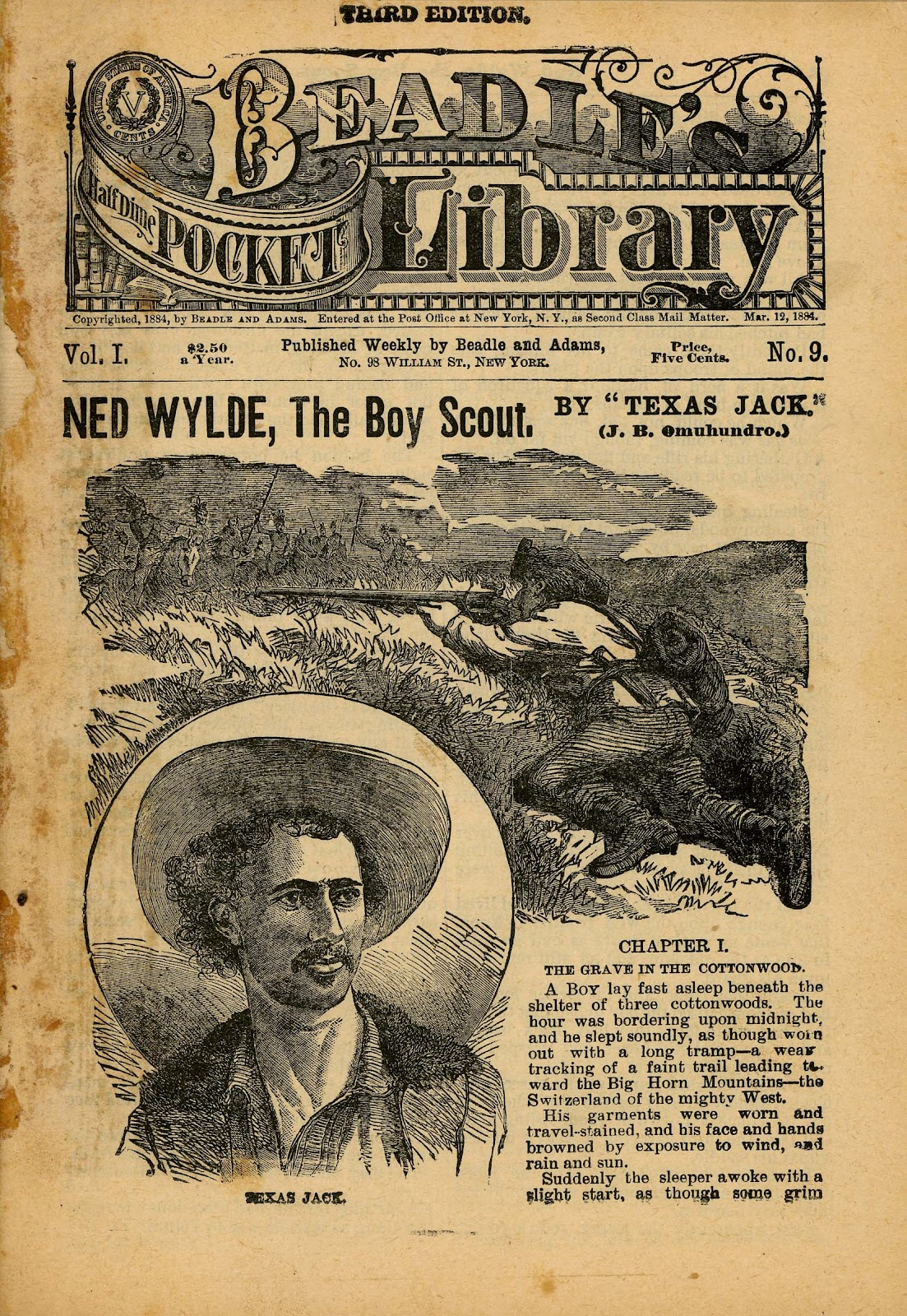
Uma "Dime Novel" da Beadles.

No final do século XIX, as dime novels que descreviam a vida na fronteira estavam se tornando comuns, e Texas Jack se tornou um tema popular dessas histórias. Os romances baratos, impressos em papel de celulose barato e custando de cinco a dez centavos cada, eram publicados semanalmente ou mensalmente. Um dos primeiros desses romances foi intitulado "Texas Jack; or The White King of the Pawnees", escrito por Ned Buntline, e apareceu pela primeira vez em 1872. A popularidade de Texas Jack cresceu à medida que ele apareceu em capas de editoras como a New York Dime Library de Beadle, a Nickle Library, a Log Cabin Library, a DeWitt's Ten Cent, Street e Smith e outras. Muitas dessas histórias foram escritas pelo prolífico autor Prentiss Ingraham. Omohundro escreveu artigos em jornais de todo o país relembrando suas histórias de caça e como batedor, e é creditado como autor de um romance de dez centavos intitulado "Ned Wylde, the Boy Scout for Beadle and Adams" em 1876.
Em 1900, Joel Chandler Harris escreveu "On the Wing of Occasions", uma série para o Saturday Evening Post, que apresentava Texas Jack e o Serviço Secreto Confederado em uma trama fictícia para sequestrar o presidente Lincoln. Na época, as histórias causaram certa indignação, uma vez que associavam Texas Jack a John Wilkes Booth, e após a publicação, Harris recebeu várias cartas objetando ao retrato de Texas Jack e tentativas de limpar seu nome.
Em 1906, a "Verlagshaus für Volkslitteratur und Kunst", de Berlin, publicou uma série de romances baratos em alemão, intitulada "Texas Jack, Der Grosse Kundschafter" (Texas Jack, o Grande Batedor). Inspiradas em Omohundro, as histórias são do fictício Jack Hawkins, um órfão que se torna um batedor e cowboy no oeste americano, envolvido em escaramuças com índios e contrabandistas de ópio, enquanto algumas histórias se passam durante a Guerra Mórmon e no México de Maximilian. Na Alemanha, os romances foram republicados em três séries subsequentes e traduzidos para oito línguas - francês "Texas Jack, la Terreur des Indiens" (Texas Jack, o terror dos índios), sueco "Texas Jack, Amerikas mest berömde indianbekämpare "(Texas Jack, America's Famous Indian Fighter), finlandês, dinamarquês, polonês, holandês, português e italiano.
Em 1966, a "Lion", uma revista em quadrinhos semanal da Fleetway, publicou uma série sobre Omohundro intitulada "Texas Jack", que foi lançada no Reino Unido e na Austrália após sucesso anterior com outros quadrinhos de tema Western, como "Cowboy Comics" , "Buffalo Bill" e "Kit Carson". Ao contrário de romances baratos anteriores, eles eram formatados como quadrinhos e as histórias eram ilustradas em painéis. Em 1972, os quadrinhos "Lion" foram traduzidos para o espanhol e reeditados com uma nova capa pela editora Rollán de Madri para distribuição na Espanha.

## Morte e legado

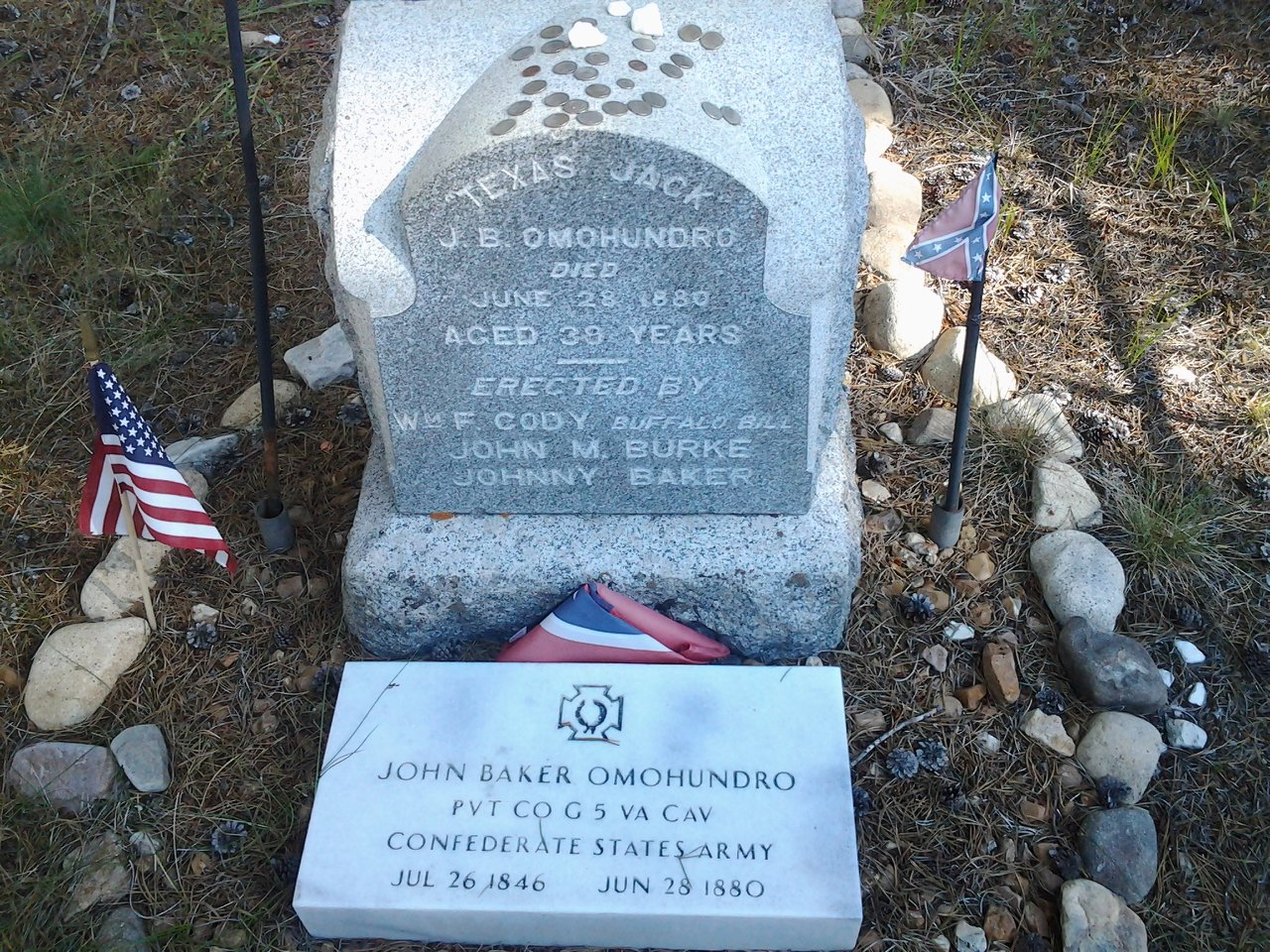
O túmlo de Texas Jack no Evergreen Cemetery.

Texas Jack e Morlacchi se estabeleceram em Massachusetts em uma casa no centro de Lowell e uma pequena fazenda em Billerica. Na primavera de 1880, após várias apresentações na região, o casal decidiu passar uma temporada na cidade mineira de Leadville, Colorado. Lá, Omohundro conheceu Horace Tabor e se juntou brevemente à Cavalaria Ligeira de Tabor, uma milícia local formada para manter a ordem na cidade recém-fundada. Poucos meses depois de chegar, Texas Jack contraiu um resfriado, que evoluiu para pneumonia, e morreu semanas depois. O funeral foi bem atendido, e ele recebeu todas as honras militares, com várias companhias militares presentes disparando uma saudação de três tiros enquanto seu caixão coberto com a bandeira era baixado ao solo. Seu local de descanso final é o Evergreen Cemetery em Leadville. Pouco depois da morte de Texas Jack, Morlacchi voltou para sua casa em Lowell. Ela nunca mais fez turnê.
Depois de vários anos, o túmulo ficou em ruínas e um grupo de comediantes viajantes levantou fundos para prover sua manutenção. Em 1908, enquanto passava por Leadville, Cody visitou o cemitério e encomendou uma lápide de granito para seu velho amigo, listando erroneamente a idade de Texas Jack como 39 anos.
Em 1980, a Texas Jack Association foi formada para preservar e promover a memória de Texas Jack.
Em 1994, Texas Jack Omohundro foi introduzido no National Cowboy & Western Heritage Museum no Hall of Great Western Performers.